# 村田秀三
村田 秀三（むらた ひでぞう、1921年5月4日 - 1985年1月5日）は、日本の労働運動家、政治家、参議院議員（4期、日本社会党）。

## 来歴
福島県白河市出身。1939年仙台逓信講習所卒、白河郵便局に勤務する。第二次世界大戦中に召集され南方作戦を経験、多くの戦友を失ったことが戦後、労働運動に携わる動機となる。1956年全逓福島地区委員長、福島県労組協議会議長などを経て、1965年の第7回参議院議員通常選挙で福島県選挙区から日本社会党公認で立候補して初当選。4期連続当選した。この間、社会労働委員長、災害対策特別委員長、参議院国会対策副委員長、社会党県委員長などを歴任した。
議員在職中の1985年1月5日、心筋梗塞のため、福島県白河市で死去した。63歳没。同月11日、特旨を以て位記を追賜され、死没日付をもって正四位勲二等に叙され、旭日重光章を追贈された。哀悼演説は同月29日、参議院本会議で降矢敬義により行われた。
村田の死去に伴う欠員補充の補欠選挙は同年2月17日に執行され、自民党公認の添田増太郎が当選し、社会党は議席継承に失敗している。